# Saint-Roman-de-Malegarde
Saint-Roman-de-Malegarde település Franciaországban, Vaucluse megyében. Lakosainak száma 339 fő (2022. január 1.). Saint-Roman-de-Malegarde Tulette, Buisson, Cairanne, Rasteau és Sainte-Cécile-les-Vignes községekkel határos.

## Népesség
A település népessége az elmúlt években az alábbi módon változott:
| Lakosok száma | 334  | 331  | 336  | 325  | 328  | 330  | 333  | 336  | 339  |
|               | 2013 | 2015 | 2016 | 2017 | 2018 | 2019 | 2020 | 2021 | 2022 |